# 毛柱杨桐
毛柱杨桐（学名：Adinandra lasiostyla）为山茶科杨桐属下的一个种。

## 扩展阅读
- 維基物種上的相關：毛柱杨桐